# Istoria Serbiei
În antichitate, pe teritoriul de astăzi al Serbiei locuiau triburi ilirice și tracice. În secolul al II-lea î.Hr., romanii cuceresc regiunea, iar în anul 9 î.Hr. o includ în provincia Illyricum. Între secolele V–VII, aici sosesc triburi slave, care îi vor „slaviza” pe autohtoni (iliri, daci, traci, celți, coloniști romani) și se vor amesteca cu aceștia, ducând la etnogeneza formării poporului sârb.. 

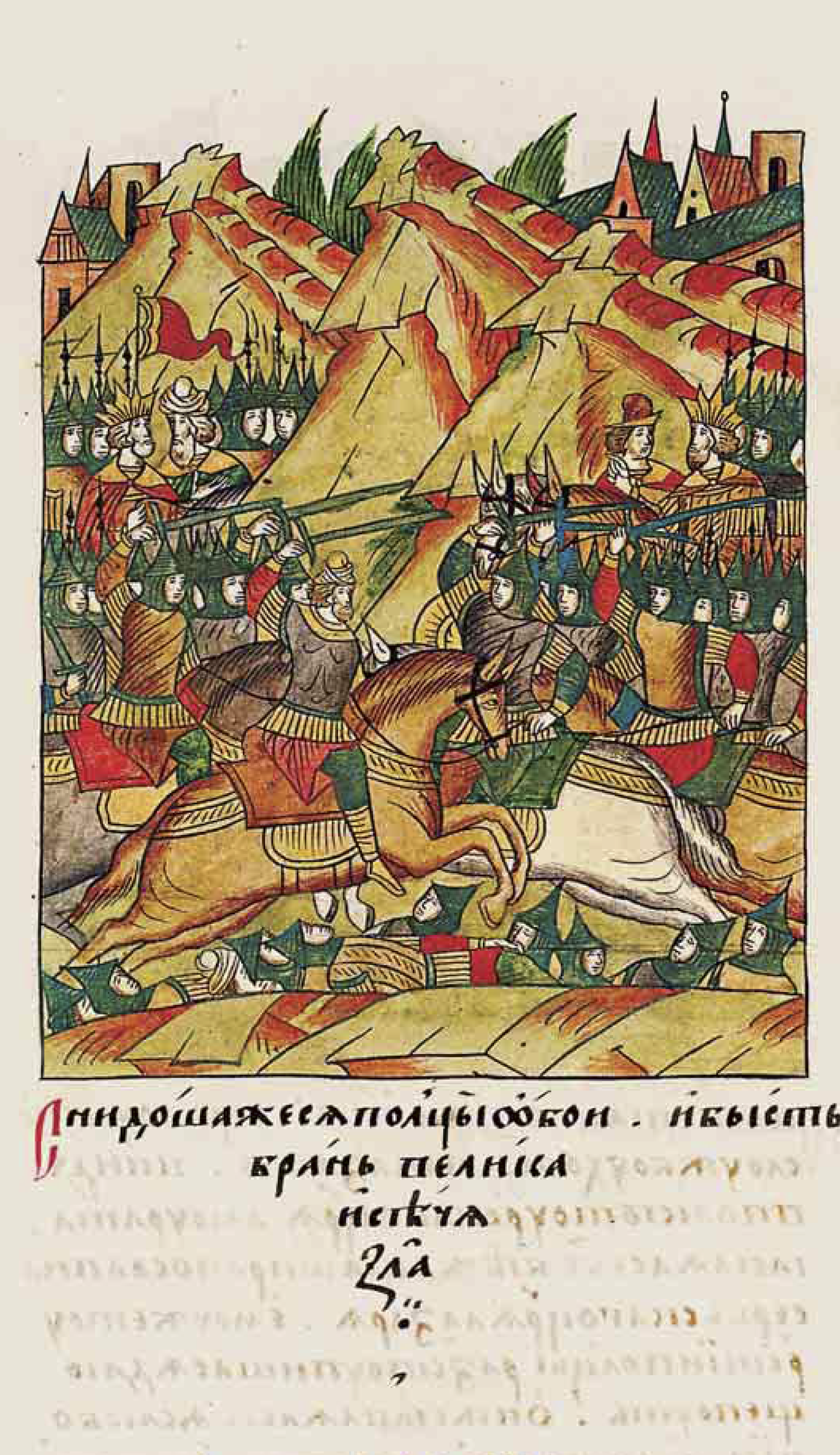
Bătălia de la Kosovo Polje din 1389

Originile istoriei Serbiei actuale se găsesc în migrațiile slave în Balcani, pe teritoriile conduse de Imperiul Bizantin, între secolele V-VII. Rădăcinile statului se întind până în secolul al VII-lea și se suprapun istoriei Dinastiei Vlastimirović. Un regat sârb, cu capitala la Duklja, a luat ființă în secolul al XI-lea, găsindu-și sfârșitul spre finele secolului următor.
Triburile slave au migrat pe rând din nordul Europei Centrale (Polonia actuală) și din stepele din estul Europei, însoțind triburile avare în migrația lor spre Europa Centrală și de Vest. După destrămarea uniunii triburilor avare, slavii s-au emancipat de sub controlul acestora si s-au dispersat în Balcani, stabilindu-se printre satele și orașele locuite de populația romanică preexistentă. A urmat un proces de asimilare a culturii greco-romane, în care triburile slave au încercat să imite și adopte organizarea și structurile statale tipice Imperiului roman, preponderent în forma sa bizantină. Pentru multe secole din acest moment uniunile politice ale sârbilor au fost făcute cu ajutorul conducătorilor valahi și bulgari, rezultând un întreg șir de așa-numite țarate, având conducere, populație și frontiere foarte imprecise, măcinate de puternice certuri interne. Unul dintre primele state sârbe, înființat în regiunea Rascia sau Raška, a fost înființat la jumătatea secolului al XII-lea de Casa Vlastimirović; a devenit Regatul Serbiei. În anul 1220, sub conducerea lui Ștefan I, Serbia a devenit regat, iar în anul 1346, Ștefan Dušan a înființat Imperiul Sârb, dezintegrat în urma înfrângerii în fața turcilor otomani în anul 1389. Bătălia istorică a avut loc la Kosovo. Nordul Serbiei a fost cucerit și el prin căderea cetății Smederevo în anul 1459, urmând Bosnia câțiva ani mai târziu și Herțegovina în 1482.
Statul Sârb a dispărut în secolul al XVI-lea destrămată de certurile interne și de cucerirea otomanilor. Între anii 1459 - 1804, Serbia, în pofida a trei invazii austriece și a numeroase rebeliuni, a rămas sub conducerea Imperiului Otoman. Viața religioasă a fost dominată de Islam, fapt care a dus la numeroase convertiri. Cei convertiți au preluat denumirea de musulmani, iar mai târziu pe cea de bosniaci, refuzând să mai fie identificați drept de sârbi. Revolta anilor 1804-1813 condusă de către Đorđe Petrović (cunoscut și sub denumirea de Karađorđe - "George cel Negru"), și revolta din anul 1815, au dus după pacea de la Adrianopol din 1829 la înființarea Principatului Serbiei, la care independența a fost recunoscută oficial în 1878.  Având o autonomie largă față de Imperiul Otoman, este considerat precursorul Serbiei moderne.
Între anii 1815 - 1903, Serbia a fost condusă de către Dinastia Obrenović, cu excepția perioadei dintre anii 1842 - 1858, când la conducerea țării s-a aflat Prințul Aleksandar Karađorđević. În anul 1903, Dinastia Obrenović a fost înlocuită de către Dinastia Karađorđević, descendentă a lui Đorđe Petrović. Lupta pentru modernizarea societății, pentru drepturile omului și pentru un stat național au durat aproape trei decenii și s-a încheiat cu adoptarea constituției la 15 martie 1835. În 1876, Muntenegru, Serbia, și Bosnia au declarat război Imperiului Otoman și au proclamat unirea. Totuși, Tratatul de la Berlin din 1878, care a fost semnat la Congresul de la Berlin de către Marile Puteri, a acordat deplina independență doar Serbiei și Muntenegrului, lăsând Bosnia și Raška , Austro-Ungariei, care a blocat unirea lor până la Războaiele Balcanice din 1912 și 1913 și Primul Război Mondial.
Ca urmarea a unei victorii în Războaiele Balcanice în 1913, Serbia s-a extins până la Vardar Macedonia, Kosovo și Raška (regiune). Asasinarea la 28 iunie 1914 a Arhiducelui Franz Ferdinand al Austriei la Sarajevo în Austro-Ungaria de către Gavrilo Princip, un susținător al unității slavilor de sud, supus austriac și membru al organizației Bosnia Tânără, a servit drept pretext pentru ca Austro-Ungaria să declare război Serbiei. Rusia a început să își mobilizeze trupele pentru apărarea aliatei sale, Serbia, ceea ce a dus la declarația de război a Germaniei împotriva Rusiei în vederea susținerii aliatei acesteia, Austro-Ungaria. Totuși, de vreme ce strategii militari germani doreau să evite un război pe două fronturi atât împotriva Rusiei, cât și împotriva Franței, aceștia au atacat, mai întâi, Franța. În cele din urmă, aceasta a culminat cu atragerea în război a tuturor Marilor Puteri europene. Armata sârbă a câștigat câteva victorii importante împotriva Austro-Ungariei în timpul Primului Război Mondial, dar a fost copleșită, în final, de forțele unite ale Germaniei, Austro-Ungariei și Bulgariei. În Primul Război Mondial, Serbia a avut 1 260 000 de victime - 28 % din totalul populației sale și 58 % din populația sa masculină.
În 1918, regiunea Voivodinei și-a proclamat secesiunea față de Austro-Ungaria pentru a se unii cu Regatul Serbiei. În anul 1918, Serbia fonda, împreună cu Muntenegru, Regatul sârbilor, croaților și slovenilor, cunoscut mai târziu sub denumirea de Regatul Iugoslaviei.
Trupele armatei sârbe au invadat întregul Banat în septembrie-octombrie 1918, stabilindu-și sediul la Timișoara. Comisiile aliate de control (americană, franceză) s-au deplasat la Timișoara pentru a dialoga la fața locului cu reprezentanții tuturor popoarelor conlocuitoare, după care au redactat un raport final prin care i se cerea armatei sârbe să se retragă din teritoriul ocupat nejustificat. 
În timpul celui de Al II-lea Război Mondial, Serbia a fost un stat marionetă a Germaniei Hitleriste. Teritoriul său includea Serbia Centrală de azi și partea vestică a Banatului. Serbiei i s-au stabilit granițele actuale după Al Doilea Război Mondial, când a devenit în 1945  parte a unei federații, cea de-a doua Iugoslavie, Republica Socialistă Federativă Iugoslavia, condusă de Iosip Broz Tito până la moartea acestuia în 1980. A urmat destrămarea Iugoslaviei într-o serie de războaie în anii 1990. De la căderea celei de-a doua Iugoslavii, în 1992 și până în 2003, Serbia a format, împreună cu Muntenegru, Republica Federală Iugoslavia. În ciuda războiului civil din țările vecine, Croația și Bosnia-Herțegovina, în Serbia a fost pace până în 1998, deși o parte din instituțiile și conducerea țării au susținut pe sârbii bosniaci și pe cei din Croația în aceste conflicte, înarmându-i și dirijându-le trupele. 
Între 1998 și 1999, ciocnirile din Kosovo dintre forțele de securitate sârbe și iugoslave, pe de o parte, și Armata de Eliberare din Kosovo, pe de altă parte, au condus la bombardamentele NATO, care au durat 78 de zile. Atacurile au fost oprite când președintele iugoslav Slobodan Milošević a acceptat să retragă forțele de securitate, inclusiv armata și poliția, din Kosovo. Acestea au fost înlocuite cu o forță internațională, iar Kosovo a rămas, formal, în cadrul Federației Iugoslave.
Între anii 2003 - 2006, Serbia a fost parte a Uniunii Statale Serbia și Muntenegru. În data de 21 mai, 2006, Muntenegru a hotărât, în urma unui referendum, ieșirea din uniune - 55.5% dintre voturi au fost în favoarea independenței. Pe 3 iunie, Parlamentul Muntenegrului a declarat independența țării, iar pe 5 iunie, Adunarea Națională a Serbiei a declarat Serbia succesoare în drepturi a Uniunii Statale.
La alegerile prezidențiale din 27 iunie 2004, a fost ales ca președinte Boris Tadić (instalat în funcție în 11 iulie).
Serbia a devenit încă odată un stat independent pe 5 iunie 2006, după destrămarea scurtei Uniuni Statale cu Muntenegru.
Pe 20 ianuarie 2008 au avut loc alegeri prezidențiale, soldate (3 februarie) cu realegerea lui Boris Tadić.
Pe 18 februarie 2008, parlamentul provinciei sârbe Kosovo, având o populație majoritară albaneză, a declarat independența față de Serbia, după zece ani de Misiunea de Administrație Interimară a ONU în Kosovo. Răspunsul din partea comunității internaționale a fost mixt. Serbia nu recunoaște independența și consideră Kosovo ca fiind provincie autonomă guvernată de ONU.